# الحب الحقيقي ينتظر

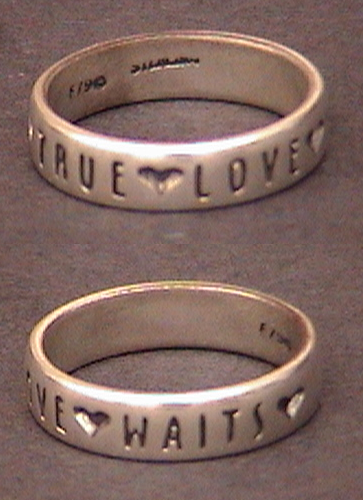
الخاتم الذي يضعه الملتزمون بمبادئ الجمعية

الحب الحقيقي ينتظر هو الاسم الذي تحمله جميعة مسيحية عالمية تدعو الشباب والمراهقين إلى الارتقاء بالرغبات الجنسية عن كونها شهوة حيوانية وإلى العفة والنقاء والإخلاص للزوج أو الزوجة حتى قبل الزواج وعدم الانغماس في العلاقات السريعة غير المستقرة. ولا يتمثل هذا في عدم ممارسة الجنس إلا في إطار الزواج فحسب ولكن أيضاً عدم القيام بأي عمل يثير الشهوات أو الرغبات الجنسية.
وقد بدأت الجمعية بالترويج لأفكارها في المدارس والجامعات. وتؤكد أنه لا يمثل الطريقة الوحيدة للوقاية ضد الأمراض الجنسية والحمل غير المرغوب لكنه ببساطة الطريقة الأمثل والأضمن.
يقوم أعضاء هذه الجمعية بالتعهد بالوفاء بمبادئ الجمعية وإمضاء العقد المنشور على موقع الجمعية. وبحسب قولهم لا يمثل هذا العقد إلزاماً للعضو بإثبات إخلاصه وإنما يمثل ترويج وتشجيع للفكرة من خلال تعارف والتقاء أعضاء الجمعية، وتشجيع الآخرين على الإيمان بأن «الحب الحقيقي ينتظر» واختياره كسلوك وأسلوب حياة.

## وصلات خارجية
- الموقع الرسمي